# Jerry Hardin
Jerry Hardin (n. 20 noiembrie 1929, Dallas, Texas, SUA) este un actor american. Hardin a apărut în numeroase roluri de film și televiziune, însă a devenit cunoscut pentru interpretarea agentului Deep Throat⁠(d) în serialul de televiziune Dosarele X.

## Biografie
Hardin s-a născut la Dallas, Texas pe 20 noiembrie 1929. Tatăl său era fermier, iar Jerry și-a petrecut tinerețea pe scenă în diverse piese de teatru școlare. A avut o bursă de studiu la Universitatea Southwestern⁠(d) din Georgetown, Texas⁠(d), iar apoi și-a continuat studiile la Royal Academy of Dramatic Art din Londra prin programul Fulbright⁠(d). După câțiva ani în Marea Britanie, s-a întors în New York și a continuat să apară în producții teatrale regionale timp de doisprezece ani.
Începând din anii 1950, Hardin a apărut în numeroase seriale de televiziune,  cu precădere în roluri de personaj. Acesta a interpretat peste 100 de roluri pe parcursul carierei sale, fiind prezent în distribuția unor seriale precum Sara⁠(d) (1976), Family Ties⁠(d), The Golden Girls, World War III⁠(d), Star Trek: The Next Generation, Star Trek: Voyager, Sliders și Lois & Clark: The New Adventures of Superman. Hardin a apărut în lungmetraje precum Thunder Road⁠(d) (1958), Our Time (1974), The Rockford Files⁠(d) (1977), Chilly Scenes of Winter⁠(d) (1979), 1941 (1979), Reds (1981), Missing⁠(d) (1982), Tempest⁠(d) (1982), Honkytonk Man⁠(d) (1982), Cujo (1983), Mass Appeal⁠(d) (1984), Warning Sign⁠(d) (1985), Big Trouble in Little China (1986), Let's Get Harry (1986), Wanted: Dead or Alive⁠(d) (1987) ), Little Nikita (1988), The Milagro Beanfield War (1988), Blaze⁠(d) (1989), The Hot Spot (1990), The Firm (1993).

### Deep Throat
Rolul său din The Firm i-a atras scenaristului de televiziune Chris Carter, iar acesta a decis să-i ofere rolul personajului Deep Throat⁠(d) din Dosarele X. Hardin credea că personajul va fi anulat după apariția sa în al doilea episod al primului sezon, însă s-a înșelat. A fost nevoit să călătorească în mod regulat în Vancouver pentru filmări. După moartea personajului său în episodul „The Erlenmeyer Flask⁠(d)”, Carter i-a spus actorului că „nimeni nu moare cu adevărat în Dosarele X”. Așadar, Hardin a mai apărut în acest rol în episoadele „The Blessing Way⁠(d)” (sezonul 3), „Talitha Cumi⁠(d)” (sezonul 3) „Musings of a Cigarette Smoking Man⁠(d)” (sezonul 4), „The Sixth Extinction II: Amor Fati⁠(d)” (sezonul șapte).

## Viața personală
Hardin este căsătorit și are doi copii. Soția sa Diane (născută Hill) este profesoară de actorie. Deși a încercat să-și țină copiii departe de actorie, fiica sa Melora Hardin⁠(d) a devenit actriță, fiind cunoscută pentru rolurile lui Trudy Monk în Monk și Jan Levinson în La birou, iar fiul său Shawn Hardin a lucrat pentru studioul de televiziune NBC.